# 吕德 (石勒苏益格-荷尔斯泰因州)
吕德（德語：Rüde，發音：[ˈʁyːdə] ⓘ）是德国石勒苏益格-荷尔斯泰因州石勒苏益格-弗伦斯堡县曾经的一个市镇，面积6.1平方千米，2011年12月31日人口为366人。2013年3月1日，吕德与另外2个市镇合并为新市镇中昂格尔恩。